# Infernal (dänische Band)

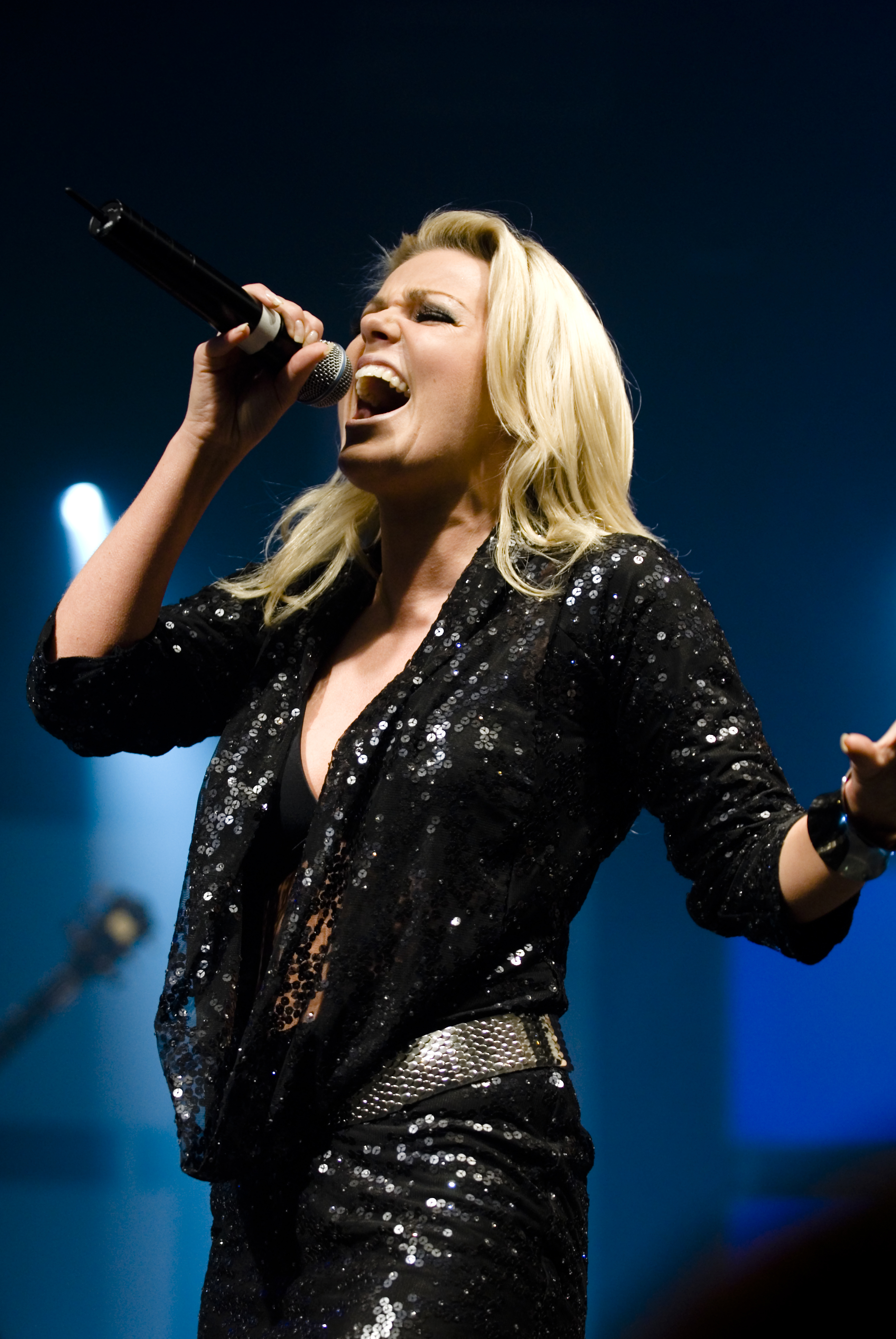
Lina Rafn – Sängerin bei Infernal

Infernal ist ein dänisches Dance-Music-Duo aus Kopenhagen. Es besteht aus Paw Lagermann (* 30. Juli 1977) und Lina Rafn (* 12. August 1976). Beim ersten Album war auch noch Søren Haahr als dritter Musiker dabei, der 2001 ausstieg, um sein eigenes Projekt Red$tar zu gründen.

## Geschichte
1997 erschien ihre Debütsingle Sorti de l’enfer und 1998 ihr erstes Album Infernal Affairs, das mit der Techno-Version des russischen Liedes Kalinka gleich den ersten nationalen Hit enthielt. Für dieses Album erhielten sie einen dänischen Grammy.
2001 erschienen die Alben Waiting for Delight und Muzaik, auf dem mit Let Me Hear You Say Yeah ein weiterer nationaler Hit vertreten war. 2003 nahmen sie zusammen mit der deutschen Gruppe SNAP! die Single The Cult of Noise auf.
2004 erschien ihr bislang erfolgreichstes Album From Paris to Berlin, dessen Titelsong sich im Jahre 2005 unter den Top-20 in mehreren europäischen Hitparaden und sogar in Australien platzieren konnte. Im Mai 2006 belegten sie den zweiten Platz der britischen Charts. Im Zuge der Fußball-WM 2006 in Deutschland entstand eine Coverversion mit dem Titel From London to Berlin, die die Hymne der britischen Fußballfans während der WM war.
Infernal ist für experimentierfreudigen House mit Technoanklängen bekannt, wo sie verschiedene Genres und Instrumente mit Techno zusammenmixen. Bei Kalinka war es ein Sample mit russischem Chorgesang, bei Sorti de l’enfer Dudelsackmusik, bei Muzaik Scatgesang und bei Banjo Thing ein Banjo.

## Dies und Das
Während das Original von From Paris to Berlin in Österreich floppte, konnte sich die Coverversion von der österreichischen Sängerin Disco Bee bis auf Platz 14 der österreichischen Hitparade platzieren.

## Diskografie

### Studioalben
| Jahr | Titel                     | Höchstplatzierung, Gesamtwochen, AuszeichnungChartplatzierungen (Jahr, Titel, Platzierungen, Wochen, Auszeichnungen, Anmerkungen) | Höchstplatzierung, Gesamtwochen, AuszeichnungChartplatzierungen (Jahr, Titel, Platzierungen, Wochen, Auszeichnungen, Anmerkungen) | Anmerkungen                                                                |
| Jahr | Titel                     | DK | UK | Anmerkungen                                                                |
| ---- | ------------------------- | --- | --- | -------------------------------------------------------------------------- |
| 1998 | Infernal Affairs          | DK6 (… Wo.)DK | — | Erstveröffentlichung: 1998                                                 |
| 2001 | Waiting for Daylight      | DK32 (2 Wo.)DK | — | Erstveröffentlichung: 2001                                                 |
| 2001 | Muzaik                    | DK17 (3 Wo.)DK | — | Erstveröffentlichung: 2001 Wiederveröffentlichung von Waiting for Daylight |
| 2004 | From Paris to Berlin      | DK1 ×4Vierfachplatin · (55 Wo.)DK                                                                                                 | UK44 (3 Wo.)UK | Erstveröffentlichung: 23. August 2004                                      |
| 2008 | Electric Cabaret          | DK2 ×2Doppelplatin · (36 Wo.)DK                                                                                                   | — | Erstveröffentlichung: 11. August 2008                                      |
| 2010 | Fall from Grace           | DK9 Gold · (6 Wo.)DK | — | Erstveröffentlichung: 27. September 2010                                   |
| 2013 | Put Your F**king Hands Up | DK17 (1 Wo.)DK | — | Erstveröffentlichung: 9. September 2013                                    |

### Remixalben
- 1999: Remixed Affairs

### Kompilationen
- 2005: Kalinka

### Singles als Leadmusiker
| Jahr | Titel Album                           | Höchstplatzierung, Gesamtwochen, AuszeichnungChartplatzierungen (Jahr, Titel, Album, Platzierungen, Wochen, Auszeichnungen, Anmerkungen) | Höchstplatzierung, Gesamtwochen, AuszeichnungChartplatzierungen (Jahr, Titel, Album, Platzierungen, Wochen, Auszeichnungen, Anmerkungen) | Höchstplatzierung, Gesamtwochen, AuszeichnungChartplatzierungen (Jahr, Titel, Album, Platzierungen, Wochen, Auszeichnungen, Anmerkungen) | Höchstplatzierung, Gesamtwochen, AuszeichnungChartplatzierungen (Jahr, Titel, Album, Platzierungen, Wochen, Auszeichnungen, Anmerkungen) | Höchstplatzierung, Gesamtwochen, AuszeichnungChartplatzierungen (Jahr, Titel, Album, Platzierungen, Wochen, Auszeichnungen, Anmerkungen) | Anmerkungen                                                   |
| Jahr | Titel Album                           | DK | DE | AT | CH | UK | Anmerkungen                                                   |
| ---- | ------------------------------------- | --- | --- | --- | --- | --- | ------------------------------------------------------------- |
| 1997 | Sorti de l’enfer Infernal Affairs     | DK5 (… Wo.)DK | — | — | — | — | Erstveröffentlichung: 10. Juni 1997                           |
| 1998 | Highland Fling Infernal Affairs       | DK2 (… Wo.)DK | — | — | — | — | Erstveröffentlichung: 13. März 1998                           |
| 1998 | Kalinka Infernal Affairs              | DK1 (… Wo.)DK | — | — | — | — | Erstveröffentlichung: 20. Juni 1998                           |
| 1998 | Voodoo Cowboy Infernal Affairs        | DK12 (… Wo.)DK | — | — | — | — | Erstveröffentlichung: 5. August 1998                          |
| 1999 | Your Crown Infernal Affairs           | DK8 (… Wo.)DK | — | — | — | — | Erstveröffentlichung: 21. Februar 1999                        |
| 2000 | Serengeti Waiting for Daylight        | DK10 (… Wo.)DK | — | — | — | — | Erstveröffentlichung: 2. Januar 2000                          |
| 2000 | Sunrise Waiting for Daylight          | DK6 (9 Wo.)DK | — | — | — | — | Erstveröffentlichung: 17. Mai 2000                            |
| 2000 | Muzaik Waiting for Daylight           | DK5 (4 Wo.)DK | — | — | — | — | Erstveröffentlichung: 15. Juli 2000                           |
| 2000 | You Receive Me Muzaik                 | DK12 (4 Wo.)DK | — | — | — | — | Erstveröffentlichung: 10. September 2000                      |
| 2002 | Let Me Hear You Say Yeah Muzaik       | DK11 (2 Wo.)DK | — | — | — | — | Erstveröffentlichung: 13. April 2002                          |
| 2003 | Banjo Thing From Paris to Berlin      | DK3 (12 Wo.)DK | — | — | — | — | Erstveröffentlichung: 10. März 2003 feat. Red$tar             |
| 2004 | From Paris to Berlin                  | DK— PlatinDK | DE32 (9 Wo.)DE | AT49 (3 Wo.)AT | CH61 (22 Wo.)CH | UK2 Platin · (29 Wo.)UK | Erstveröffentlichung: 20. Juli 2004                           |
| 2006 | Self Control From Paris to Berlin     | DK3 Platin · (23 Wo.)DK | — | — | — | UK18 (7 Wo.)UK | Erstveröffentlichung: 8. August 2006                          |
| 2008 | Downtown Boys Electric Cabaret        | DK2 Platin · (25 Wo.)DK | — | — | — | — | Erstveröffentlichung: 14. April 2008                          |
| 2008 | Whenever You Need Me Electric Cabaret | DK8 Gold · (16 Wo.)DK | — | — | — | — | Erstveröffentlichung: 5. Juli 2008                            |
| 2008 | Electric Light Electric Cabaret       | DK5 Gold · (18 Wo.)DK | — | — | — | — | Erstveröffentlichung: 20. Oktober 2008                        |
| 2010 | Love Is All … Fall from Grace         | DK6 (15 Wo.)DK | — | — | — | — | Erstveröffentlichung: 10. Mai 2010                            |
| 2012 | Stolt af mig selv? –                  | DK8 (8 Wo.)DK | — | — | — | — | als Paw & Lina                                                |
| 2012 | Can’t Go Back –                       | DK29 (1 Wo.)DK | — | — | — | — | Erstveröffentlichung: 6. Juni 2012                            |
| 2022 | From Paris to Berlin –                | DK6 Platin · (16 Wo.)DK | — | — | — | — | Erstveröffentlichung: 27. Januar 2022 feat. Branco & Jimilian |

Weitere Singles
- 2005: Keen on Disco
- 2005: Cheap Trick Kinda’ Girl
- 2006: A to the B
- 2006: Ten Miles
- 2007: I Won’t Be Crying

### Singles als Gastmusiker
| Jahr | Titel Album                | Höchstplatzierung, Gesamtwochen, AuszeichnungChartplatzierungen (Jahr, Titel, Album, Platzierungen, Wochen, Auszeichnungen, Anmerkungen) | Höchstplatzierung, Gesamtwochen, AuszeichnungChartplatzierungen (Jahr, Titel, Album, Platzierungen, Wochen, Auszeichnungen, Anmerkungen) | Höchstplatzierung, Gesamtwochen, AuszeichnungChartplatzierungen (Jahr, Titel, Album, Platzierungen, Wochen, Auszeichnungen, Anmerkungen) | Höchstplatzierung, Gesamtwochen, AuszeichnungChartplatzierungen (Jahr, Titel, Album, Platzierungen, Wochen, Auszeichnungen, Anmerkungen) | Anmerkungen         |
| Jahr | Titel Album                | DK | DE | AT | UK | Anmerkungen         |
| ---- | -------------------------- | --- | --- | --- | --- | ------------------- |
| 2011 | Speakers On Discolized 2.0 | DK2 Gold (Streaming) · (7 Wo.)DK | — | — | — | Kato feat. Infernal |

## Auszeichnungen für Musikverkäufe
Anmerkung: Auszeichnungen in Ländern aus den Charttabellen bzw. Chartboxen sind in ebendiesen zu finden.
| Land/RegionAuszeichnungen für Musikverkäufe (Land/Region, Auszeichnungen, Verkäufe, Quellen) | Gold     | Platin       | Verkäufe | Quellen   |
| -------------------------------------------------------------------------------------------- | -------- | ------------ | -------- | --------- |
| Dänemark (IFPI)                                                                              | 4× Gold4 | 12× Platin12 | 301.000  | ifpi.dk   |
| Vereinigtes Königreich (BPI)                                                                 | —        | Platin1      | 600.000  | bpi.co.uk |
| Insgesamt                                                                                    | 4× Gold4 | 13× Platin13 |          |           |